# Bordżomi
Bordżomi (gruz. ბორჯომი) – miasto uzdrowiskowe w Gruzji, w regionie Samcche-Dżawachetia. Położone jest w górach Małego Kaukazu, nad rzeką Kurą (w Wąwozie Bordżomskim). Wokół miasta roztaczają się tereny Bordżomsko-Charagaulskiego Parku Narodowego. Zamieszkiwane jest przez 10,5 tys. osób (2014).
Miasto zostało założone w 1829 roku. W latach trzydziestych XX-wieku odkryte zostały chlorkowo-wodorowo-węglanowo-sodowo-wapniowe wody mineralne, mające leczniczy wpływ na drogi żółciowe i choroby przewodu pokarmowego. W czasach sowieckich miasto zyskało status modnego uzdrowiska. Pozostałością lat świetności jest park Likani, w którym znajdują się dawne pałace rodziny carskiej. Obecnie ogólnodostępne są gorące i zimne źródła w parku zdrojowym.
Miasto słynie z butelkowanej w tym uzdrowisku wody mineralnej „Bordżomi”. W maju 2006 roku, na fali ochłodzenia stosunków rosyjsko-gruzińskich, rosyjskie władze zakazały importu wody „Bordżomi” do Rosji, co − ze względu na popularność marki − spotkało się z protestami. Pomimo utraty głównego rynku zbytu, producent wody kontynuuje ekspansję w innych krajach (w 2006 roku, wśród odbiorców wody było 28 państw).
Bordżomi kandydowało do organizacji Zimowych Igrzysk Olimpijskich w 2014 roku, jednak nie zostało wybrane, a Igrzyska odbyły się w Rosji w Soczi.
W latach 2013–2014 przeprowadzono projekt finansowany ze środków polskiego MSZ przy współpracy Polskiej Pomocy „Rozwój turystyki konnej i budowa lokalnej sieci partnerstwa w społecznościach wiejskich okolic Borjomi w Gruzji” oraz „Wsparcie turystyki konnej II etap i znakowanie szlaków w rejonie Borjomi i Parku Narodowego Borjomi – Kharagauli w Gruzji”. Projekty te miały na celu podniesienie standardu usług w zakresie turystyki konnej w regionie oraz wypracowanie przejrzystego systemu oznakowania tras turystycznych w Parku Narodowym Borjomi Kharagauli.

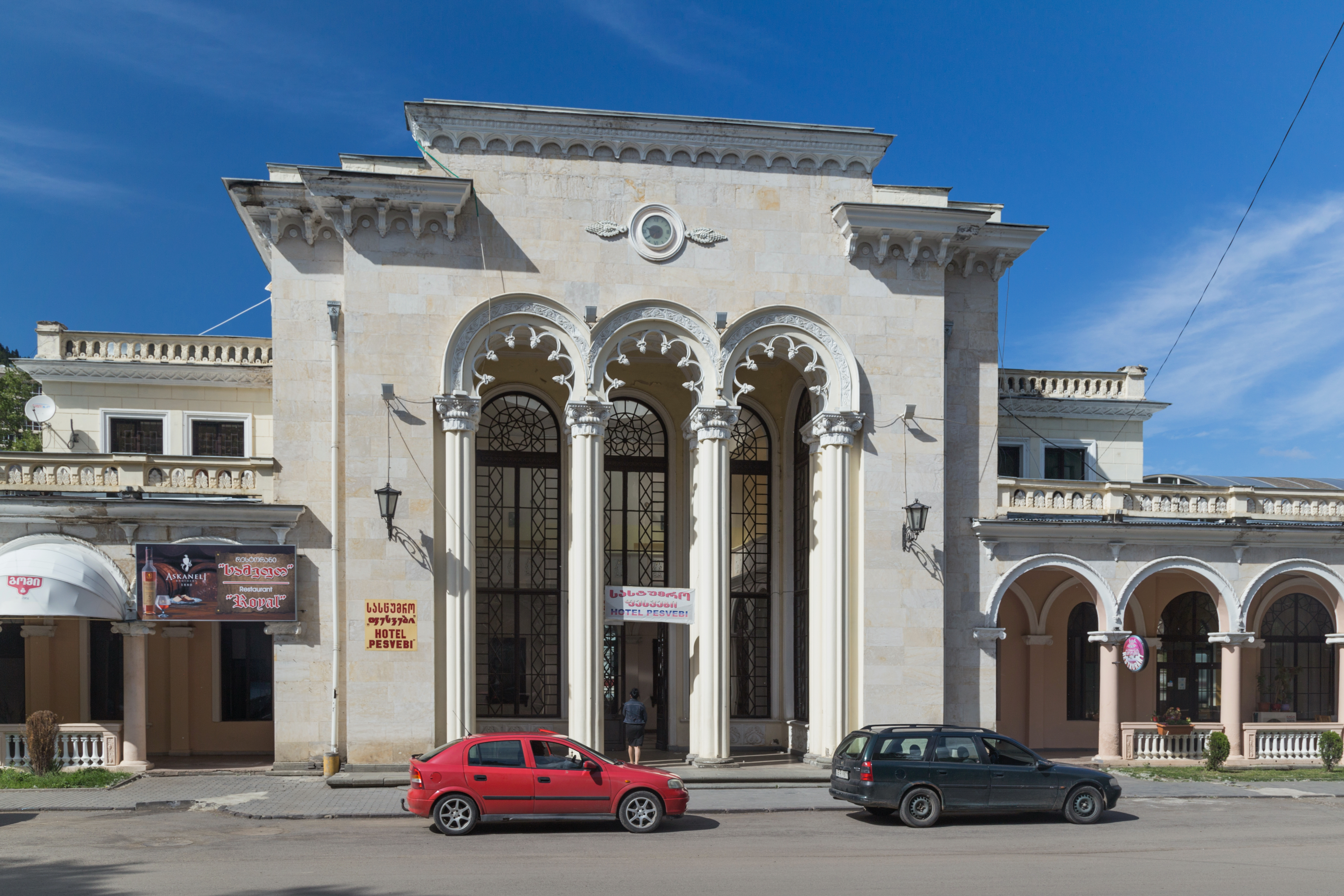
Dworzec kolejowy
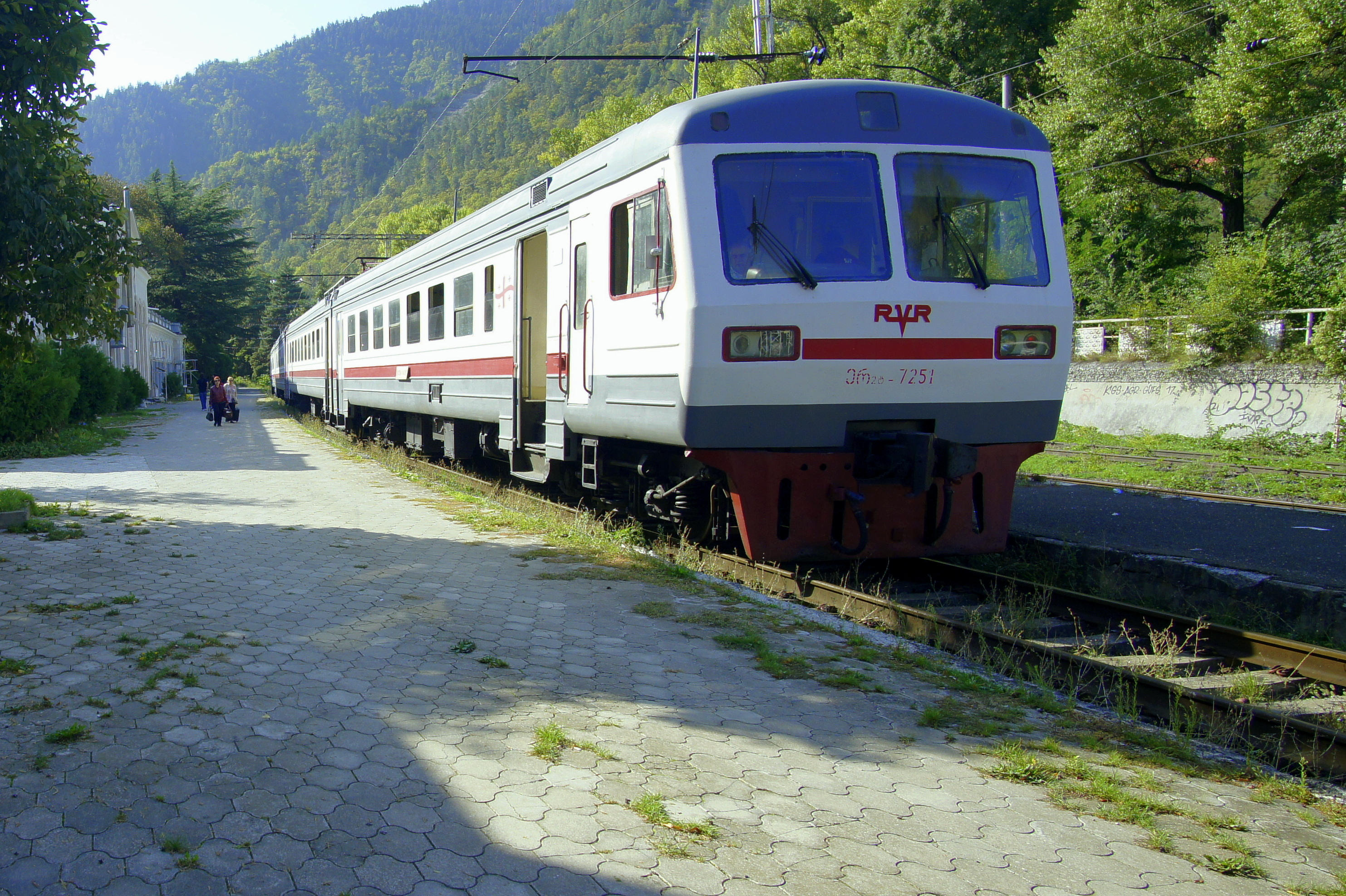
Peron na stacji kolejowej
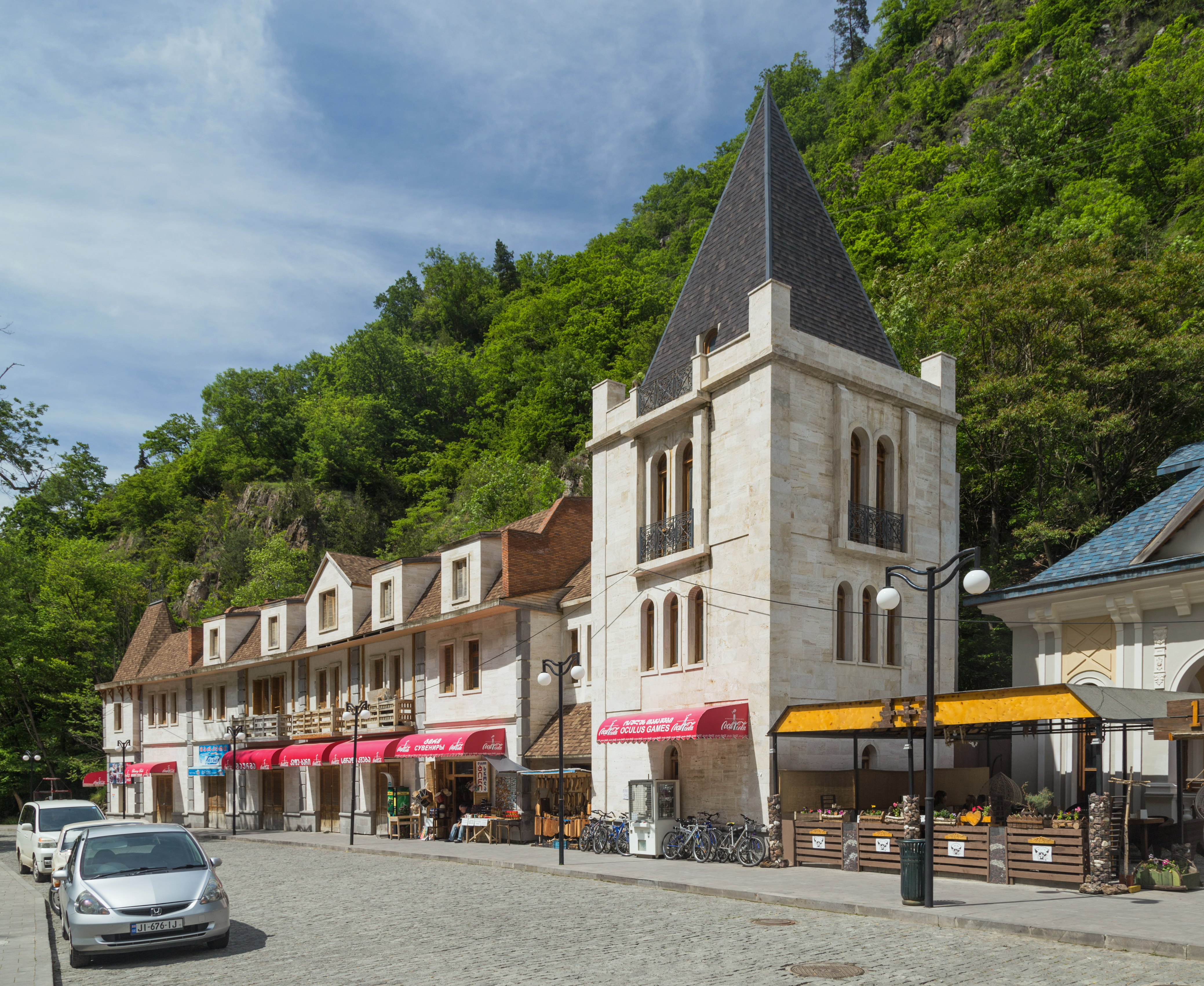
Budynek przy ulicy 9 kwietnia
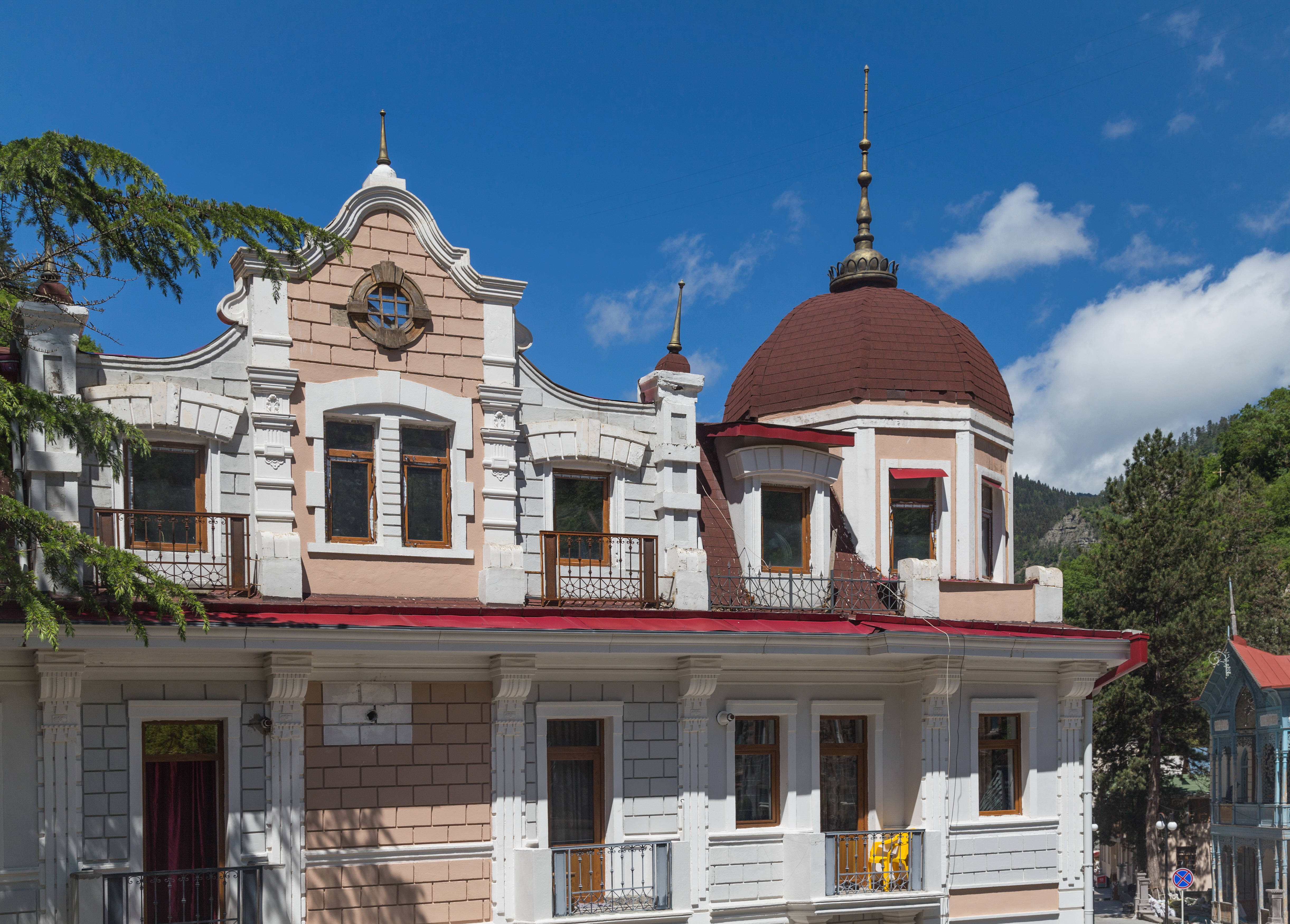
Stary dom obok parku przy ulicy 9 kwietnia
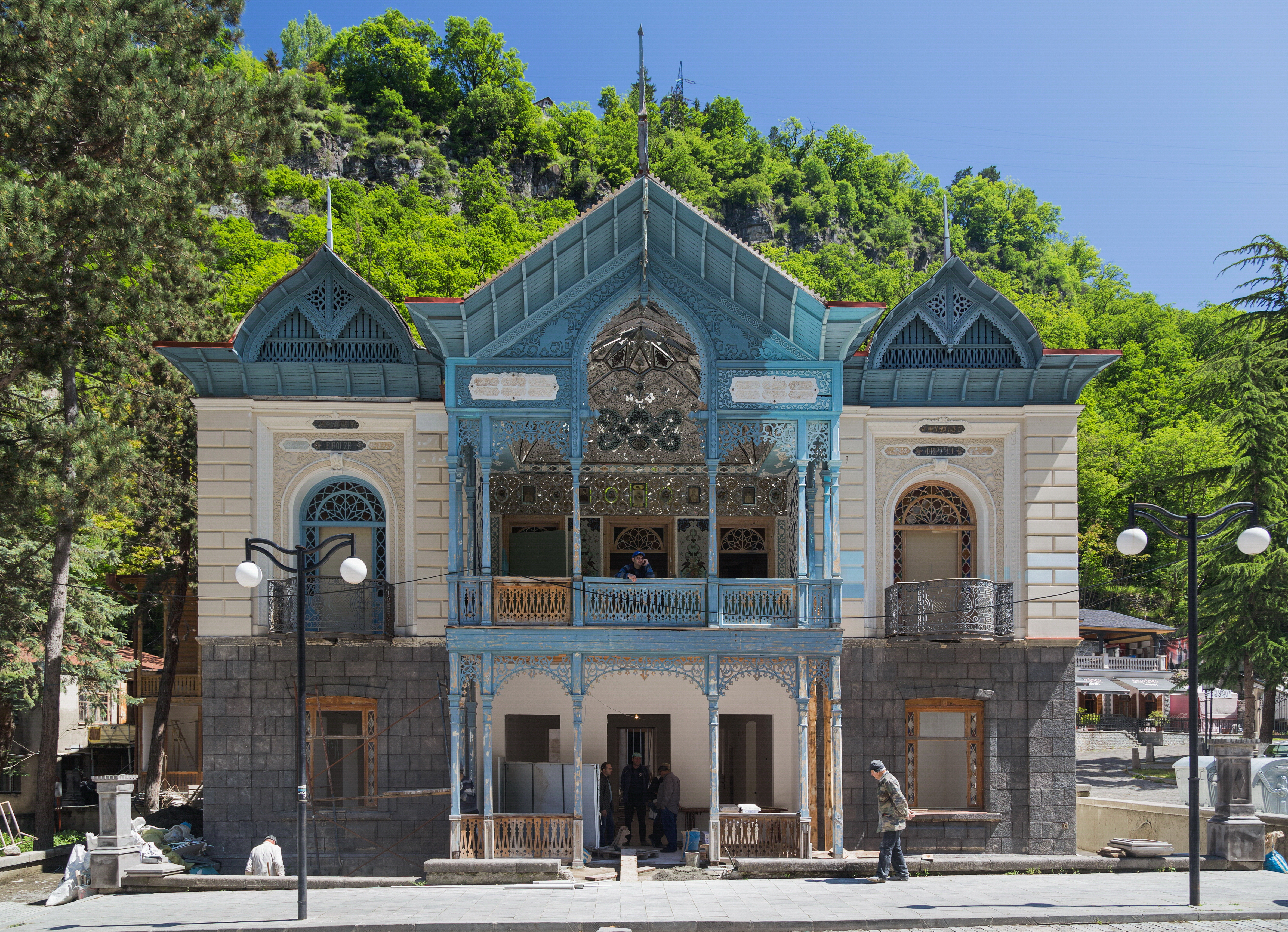
Zabytkowy Dom Mirzy Rizy Chana
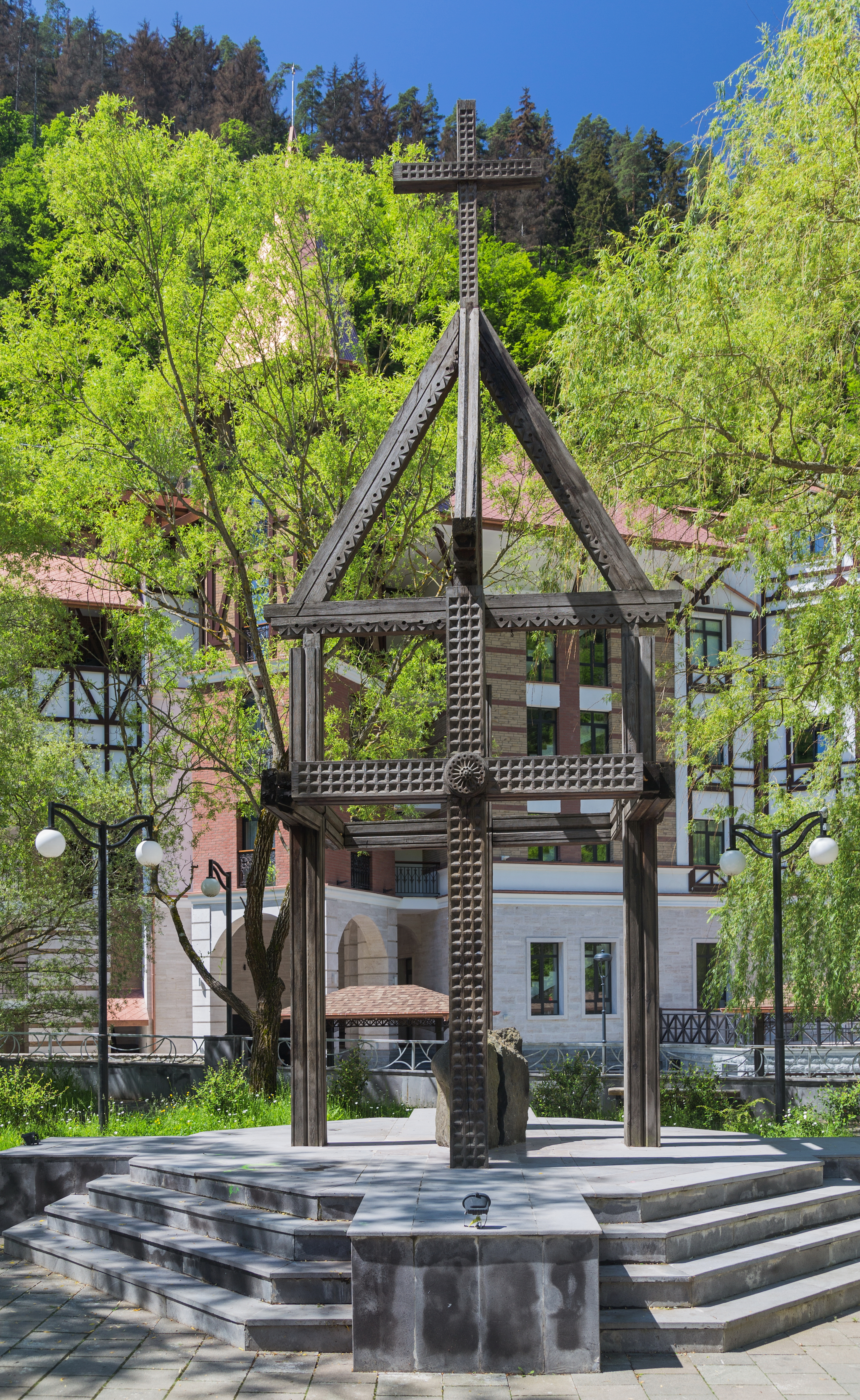
Rzeźba obok Crowne Plaza Borjomi
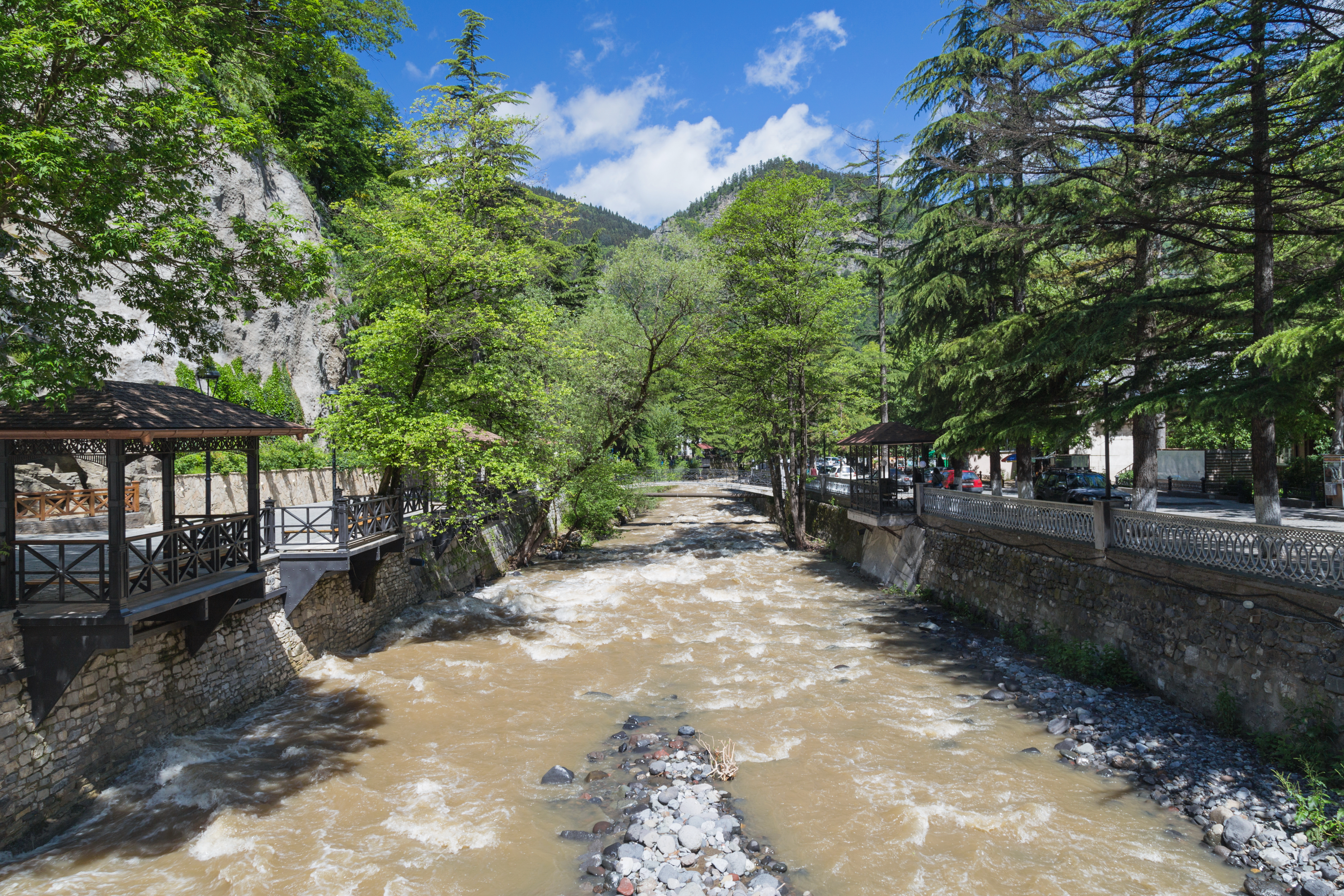
Rzeka Bordżomula
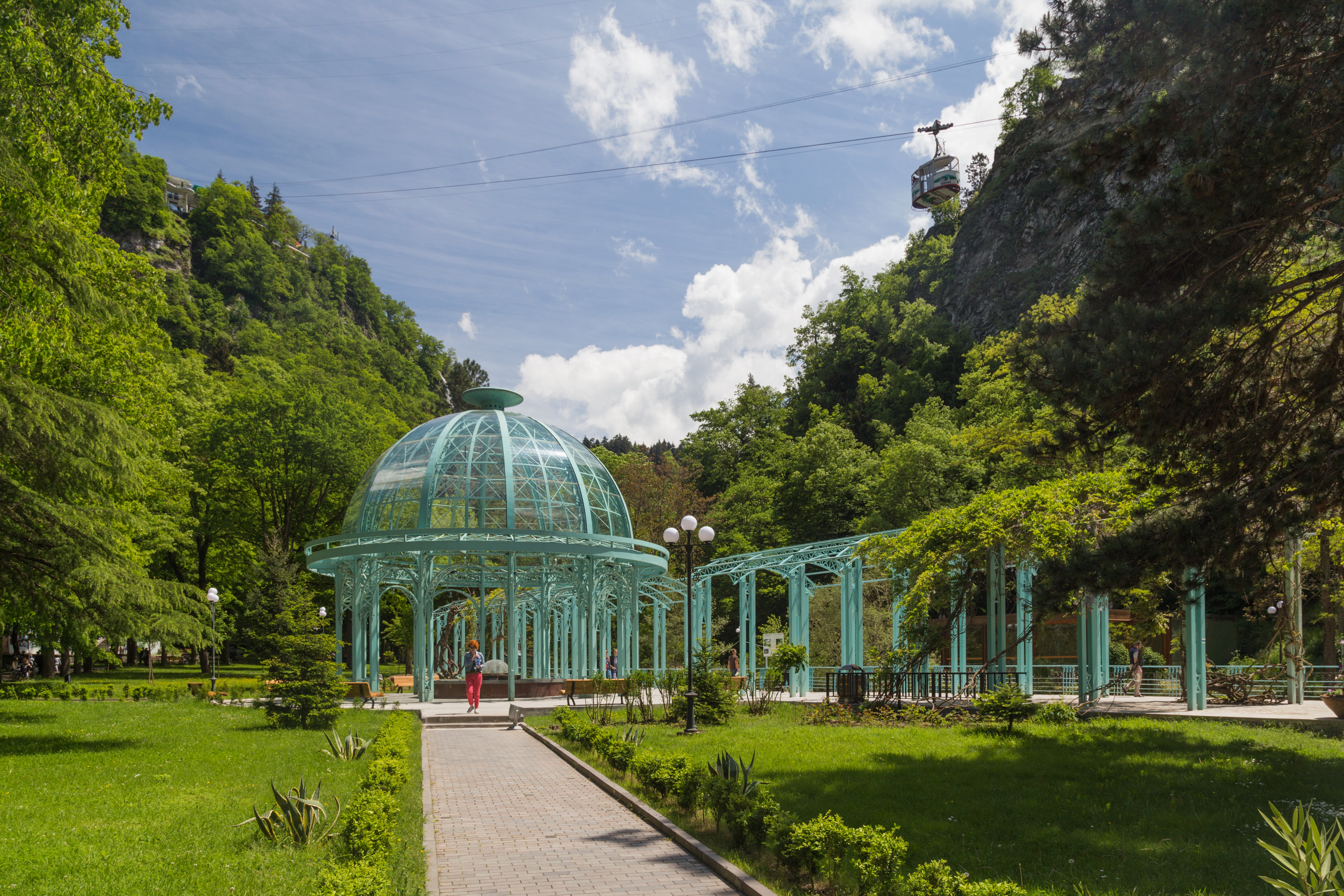
Park Centralny (Park Zdrojowy)
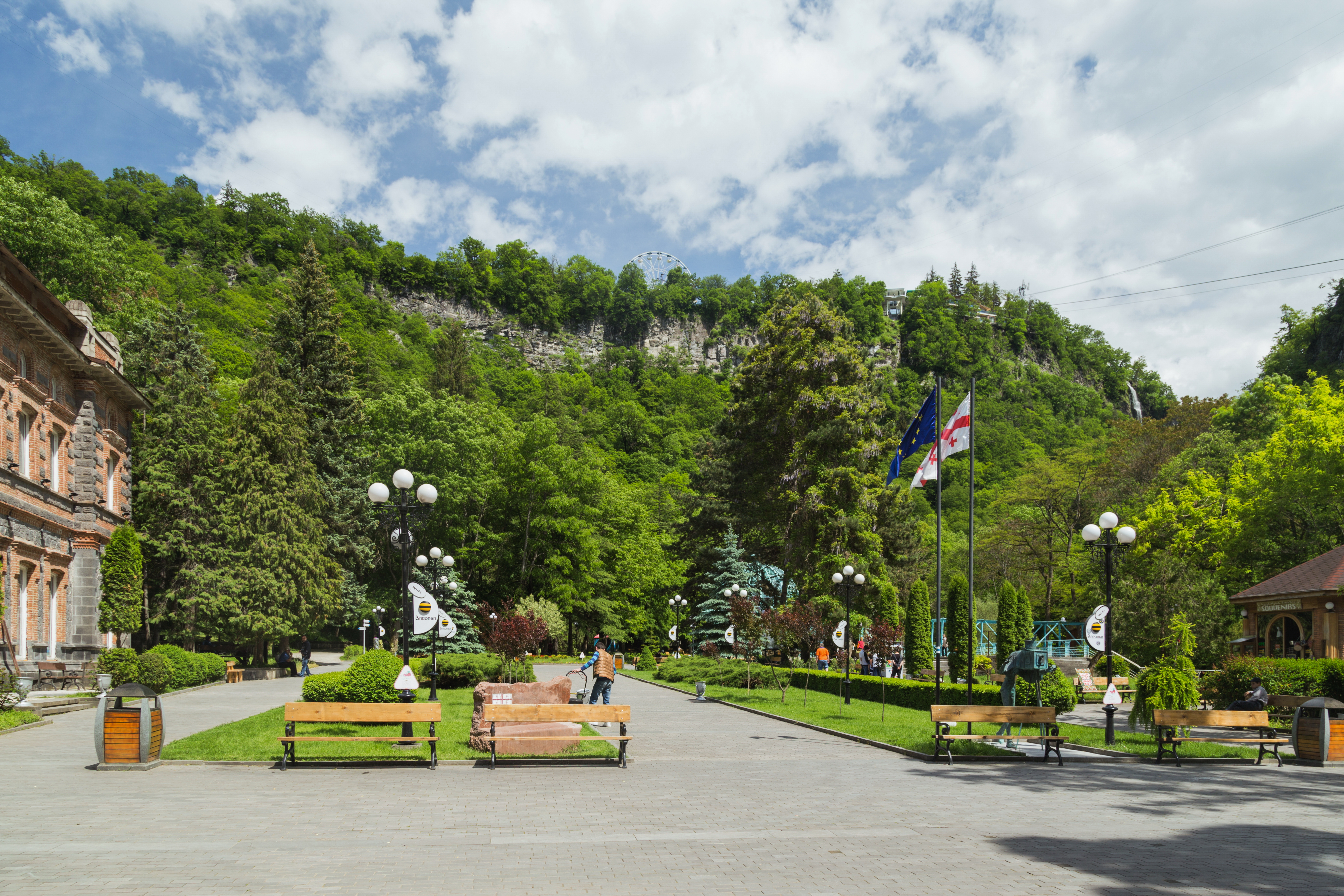
Park Centralny (Park Zdrojowy)
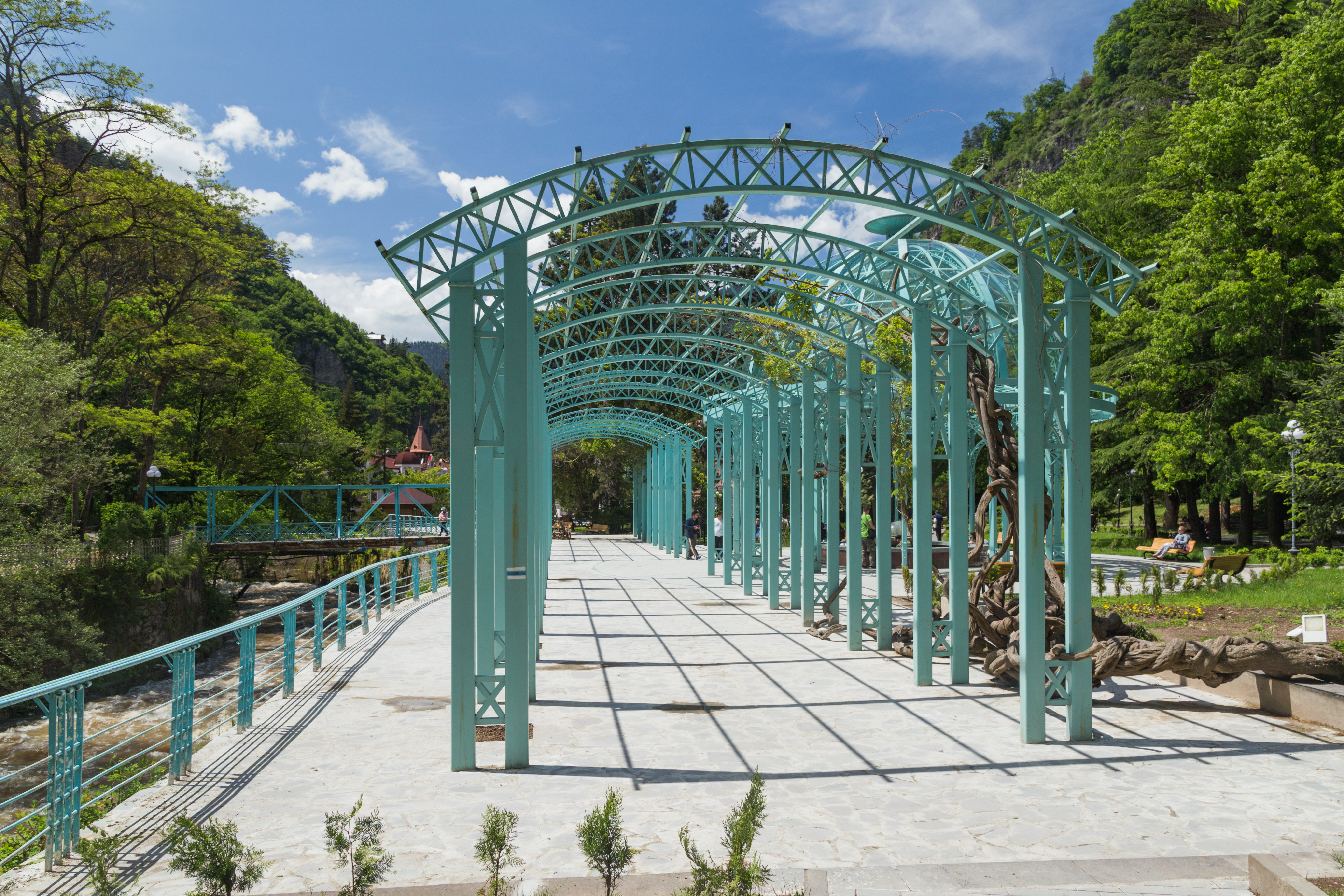
Park Centralny (Park Zdrojowy)
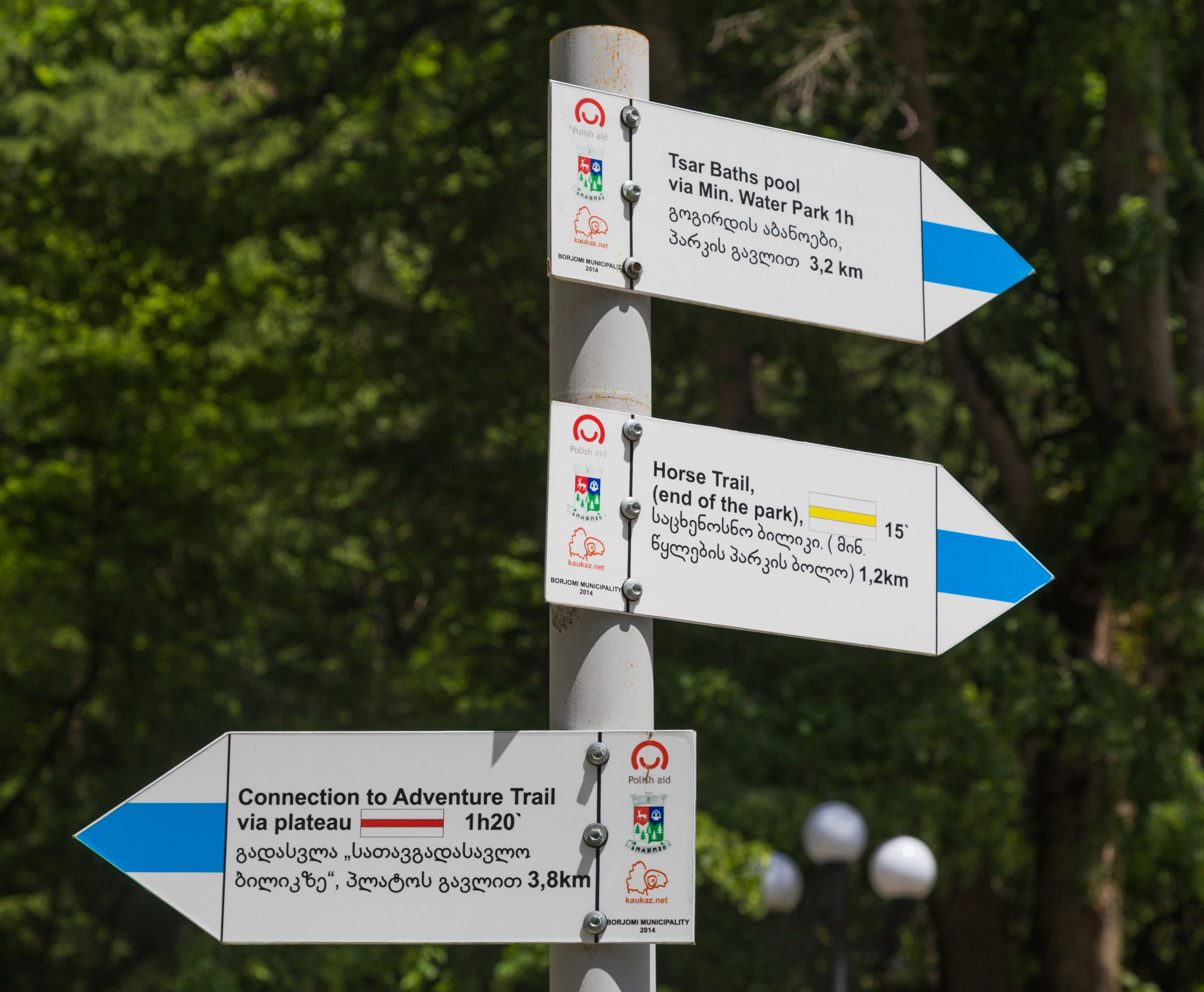
Znaki szlaków turystycznych powstałe dzięki Polish Aid
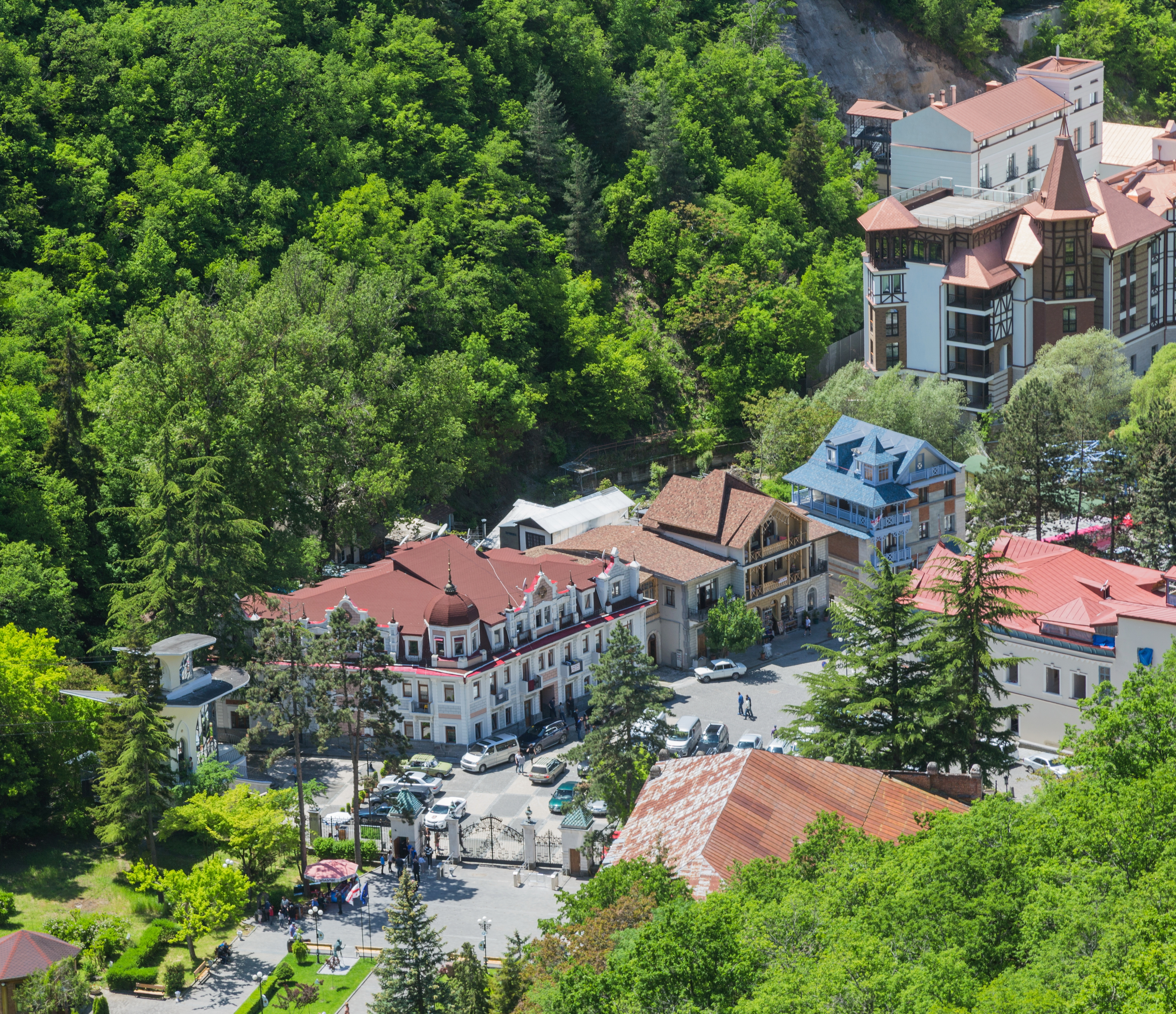
Widok na miasto z płaskowyżu
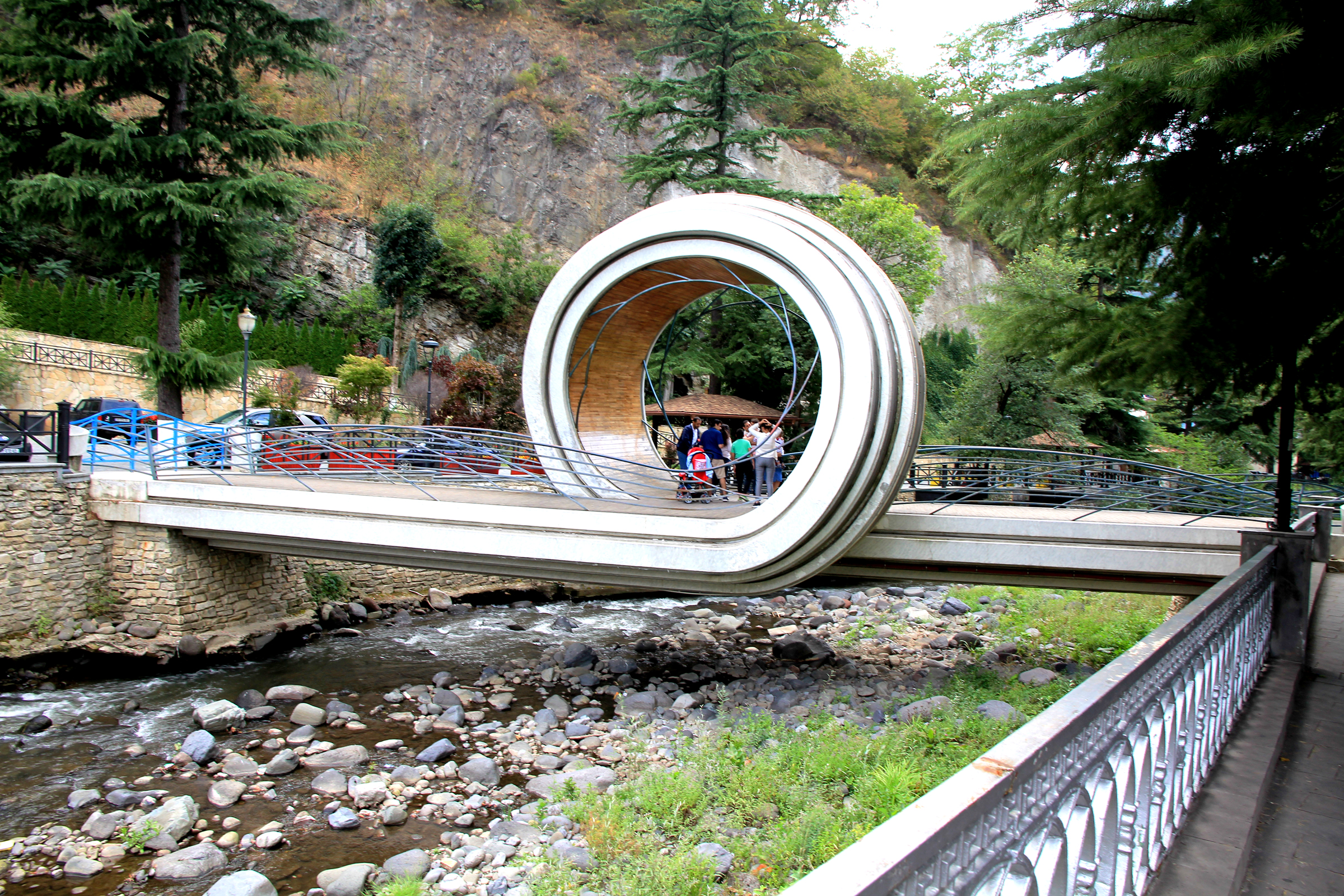
Most dla pieszych, park